# تکنسین تعمیرات و نگهداری هواپیما
تکنیسین تعمیر و نگهداری هواپیما (AMT) به عنوان بخشی از مشاغل نگهبان ساحلی ایالات متحده آمریکا طبقه‌بندی می‌شود. وظیفه آنها بررسی، سرویس، نگهداری، شناسایی و عیب‌زدایی و تعمیر موتور هواگرد، واحد قدرت کمکی، پیش‌ران، ملخ در هواپیما، پروانه، سیستم‌های انتقال قدرت، بدنه هواپیما، بال هواپیما، سطوح ثابت یا متحرک هواپیما، بدنه داخلی هواپیما، هوای کمپرس شده هواپیما (aircraft fuselages)، سیستم هیدرولیک، سیستم انتقال سوخت هواپیما و سیستم‌های منحصراً الکترونیکی هواپیما است.

## وظایف
تکنیسین تعمیر و نگهداری هواپیما در پایگاه‌های نگهبان ساحلی در تمام آمریکا و پورتوریکو مستقر هستند. ممکن است برای پشتیبانی از عملیات یخ‌شکنی از تکنیسین‌های مستقر در موبیل، آلاباما با عنوان «بخش عملیات قطبی» استفاده شود. این تکنیسین‌ها از لاکهید اچ‌سی-۱۳۰، داسو فالکن ۲۰، یوروکوپتر اچ‌اچ-۶۵ دلفین و سیکورسکی ام‌اچ-۶۰ جایهاوک نگهداری می‌کنند.

## آموزش
یک دوره پنج‌ماهه برای آموزش اصول اولیه نگهداری کافی است. دوره‌های پیشرفته دیگر شامل سیستم‌های هوایی خاص و مهارت‌های شناسایی و عیب‌زدایی می‌شود. برای تمام هواپیماهای لاکهید اچ‌سی-۱۳۰ این دوره‌ها در مرکز آموزش فنی الیزابت‌سیتی در فرودگاه منطقه‌ای الیزابت واقع در الیزبت‌سیتی، کارولینای شمالی برگزار می‌شود. همچنین گارد ساحلی، دوره‌های پیشرفته را با دریافت هزینه برگزار می‌کند. ممکن است یک تکنیسین برای «برنامه فناوری تعمیر و نگهداری هواپیما» ثبت نام کند که فارغ‌التحصیلان آن چگونگی پر کردن مجوزها (Billets) را یادمی‌گیرند. این کار نیاز به تخصص فنی زیادی دارد.

## صلاحیت‌های لازم برای دریافت مدرک
جبر، هندسه، الکترونیک و مکانیک درس‌های عمومی برای دریافت مدرک تکنیسین تعمیر و نگهداری هواپیما هستند. به علاوه متقاضیان باید یک آزمون پرواز عملی را قبول شده و از نظر حفاظت اطلاعات و امنیت، مشکلی نداشته باشند.